# Passo do Sobrado
Passo do Sobrado is een gemeente in de Braziliaanse deelstaat Rio Grande do Sul. De gemeente telt 6.300 inwoners (schatting 2009).

## Geboren
- Mano Menezes (1962), voetbaltrainer